# Rocon
Rocon (Rokon) ist eine osttimoresische Aldeia im Suco Odomau (Verwaltungsamt Maliana, Gemeinde Bobonaro). 2015 lebten in der Aldeia 158 Menschen.

## Geographie
Rocon bildet das kleinste der drei Gebietes des Sucos Odomau. Es handelt sich um eine Enklave, die vom Suco Holsa umgeben ist. In Rocon befindet sich Malianas Stadtteil Rocon.

## Geschichte
Am 9. September 1999 wurden während der Unruhen im Umfeld des Unabhängigkeitsreferendums in Osttimor die Unabhängigkeitsbefürworter Francisco Teresão und Lemos Guterres von indonesischen Soldaten und pro-indonesischen Milizionären in Rocon ermordet.

## Politik
2023 wurde Domingos Maunel zum Chefe de Aldeia gewählt.